# Нюлунд, Феликс
Фе́ликс А́ртур Ню́лунд (швед. Felix Arthur Nylund; 15 мая 1878[…], Корпо, Або-Бьёрнеборгская губерния — 23 декабря 1940[…], Кауниайнен, Уусимаа) — финский скульптор, чья работа статуя «Три кузнеца» расположена на углу проспекта Маннергейма и Алексантеринкату в Хельсинки.

## Биография
Нюлунд посещал начальную школу, затем работал помощником плотника на столярной фабрике Boman в Турку. Начал свое художественное обучение в Школе рисования Турку (Turun piirustuskoulu) в 1895 году у художника Виктора Вестерхольма, затем с 1899 по 1901 году — в Датской королевской академии изящных искусств у Вильгельма Биссена. С 1901 по 1906 год обучается в Академии Коларосси. В 1924 году возвращается в Финляндию, живёт в городе Кауниайнен. Нулунд стал одним из основателей Финской ассоциации скульпторов (Suomen Kuvanveistäjäliitto). Работает учителем в Школе художественного объединения. Его бронзовая статуя Три кузнеца в центре Хельсинки была открыта 2 декабря 1932 года.

## Галерея

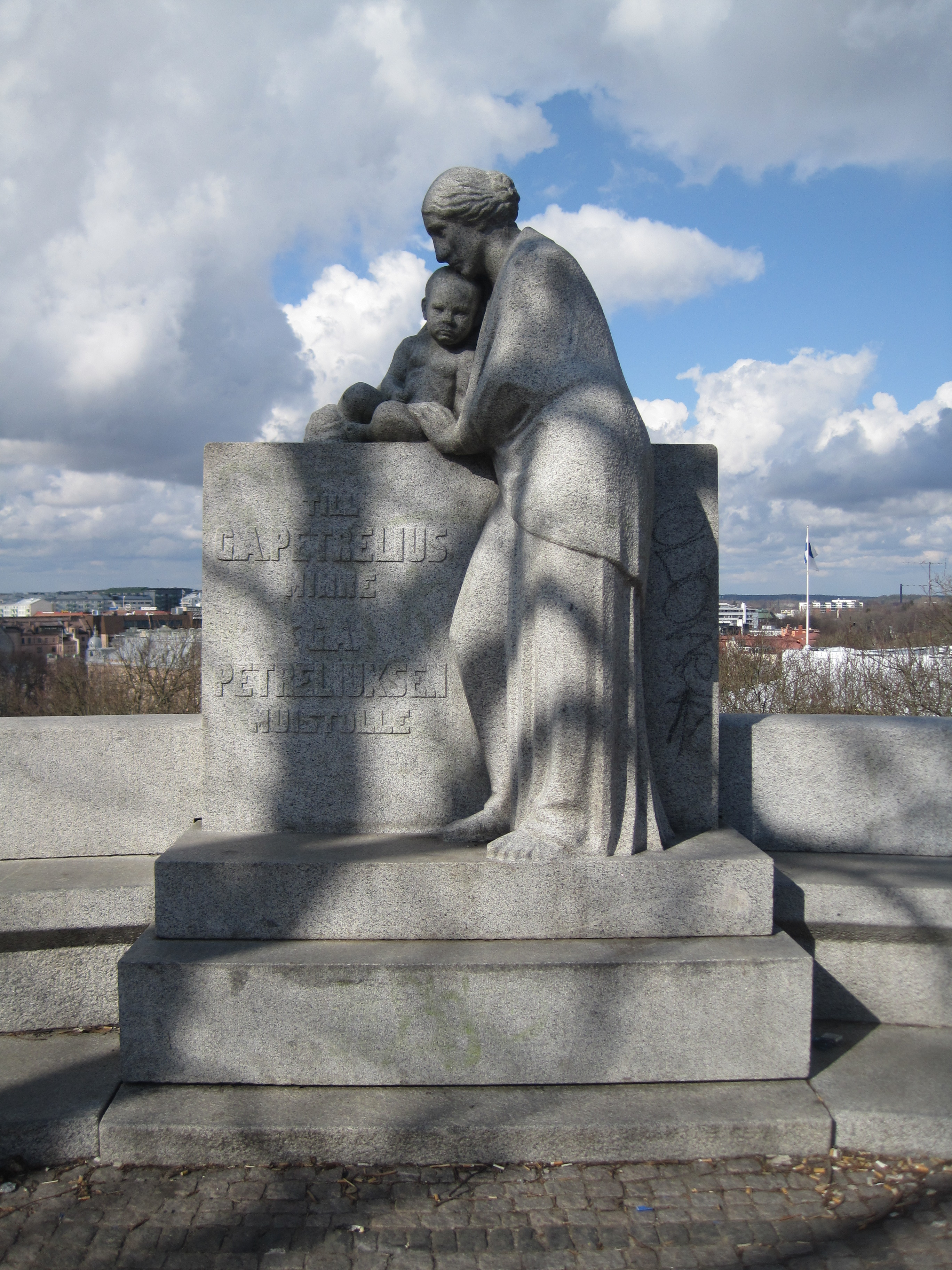
Мать и дитя, 1921, Хельсинки
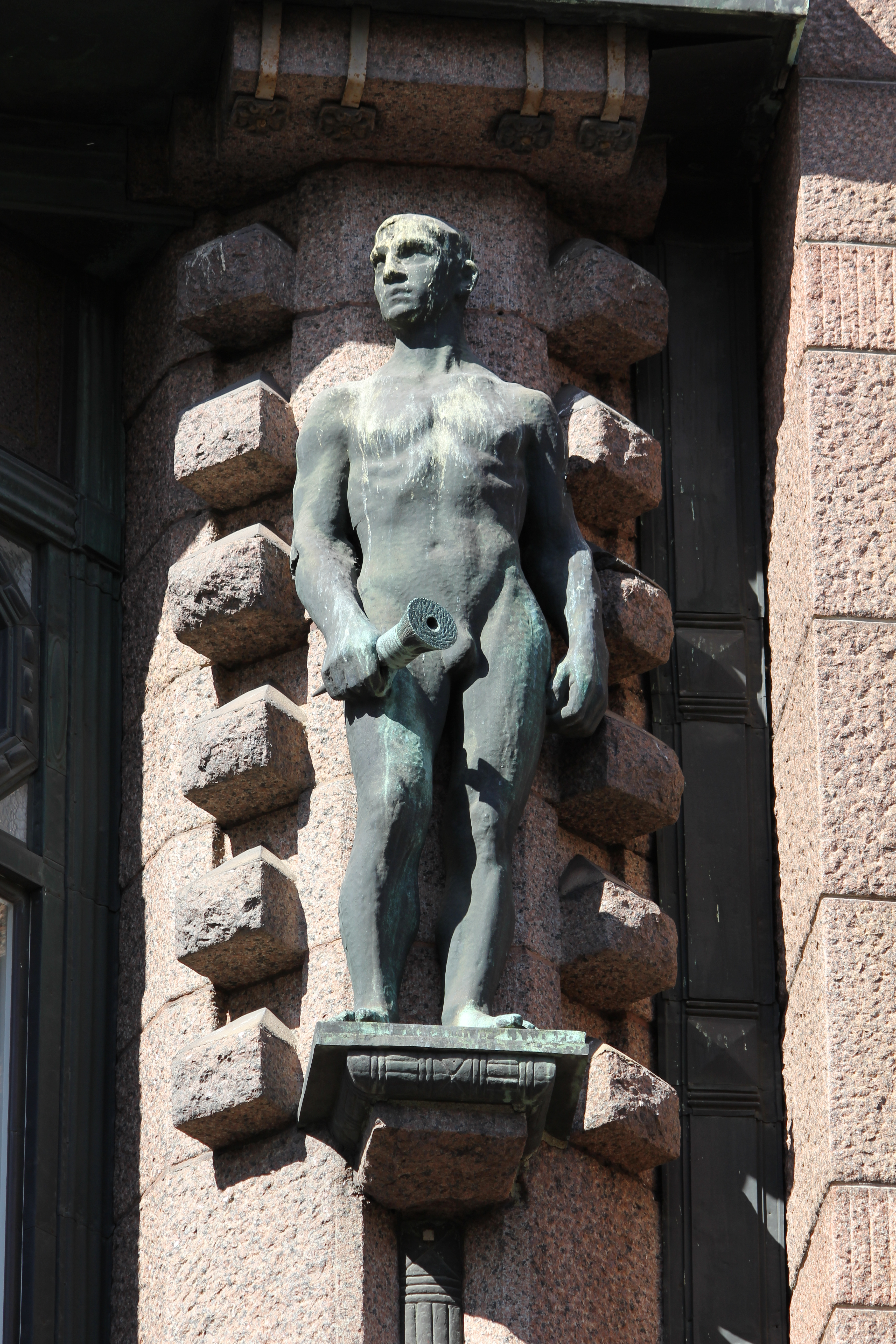
Фасадная скульптура дома Вуорио, 1928, Хельсинки
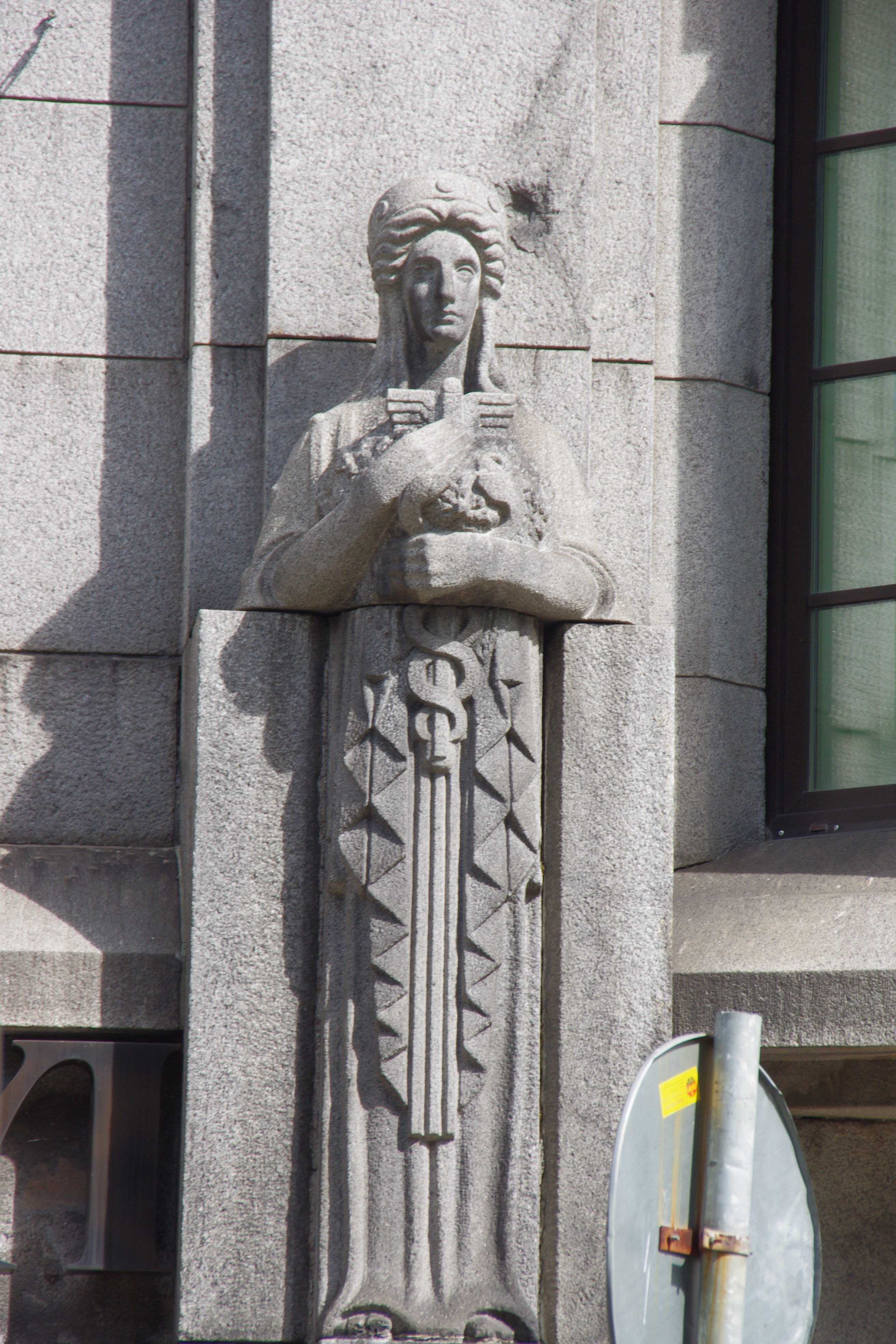
Скульптура на фасаде Финляндского торгового банка, Выборг
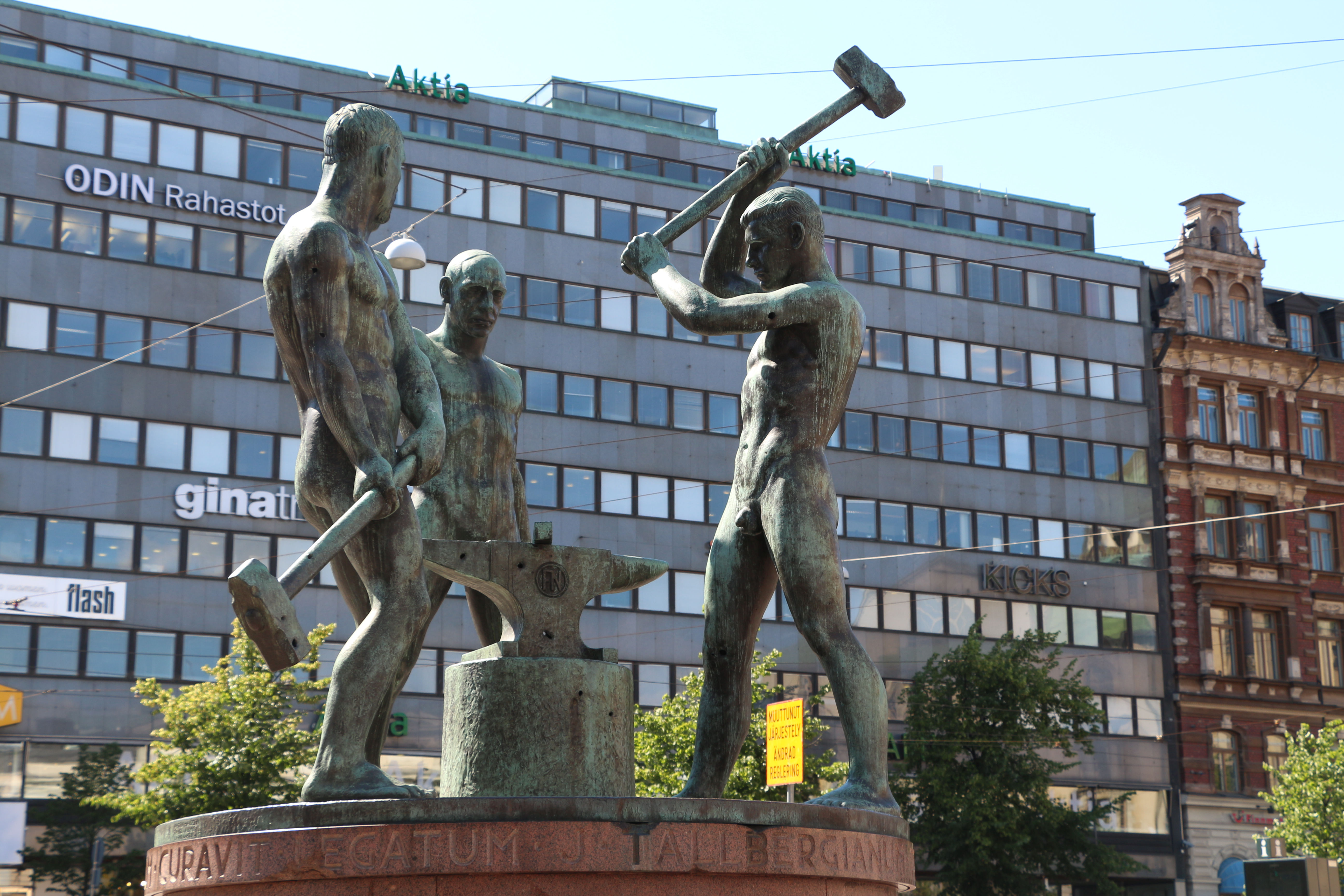
Три кузнеца, 1932, Хельсинки
Памятник морякам, 1938, Тамисаари.